# Santa Cruz de Barillas
Barillas és un municipi de Huehuetenango, a Guatemala.
La capçalera municipal de Barillas està situada a una petita planura de la Sierra de los Cuchumatanes, a la ribera nord del riu Cambalam, i a una altitud de 1.450 metres sobre el nivell del mar. És el municipi més gran en extensió territorial del departament, amb 1.112 km². La població és de 58.812 habitants.
El municipi de Barillas limita al nord amb Mèxic, a l'est amb Chajul, Nebaj i Ixcán del departament de El Quiché; al sud amb Santa Eulalia; i a l'oest amb San Mateo Ixtatán de Huehuetenango.